# 6G
6G (від англ. 6th generation - шосте покоління) — шосте покоління мобільного зв'язку, впровадження якого очікується в 2026-2030 роки, на основі стандартів телекомунікацій, наступних за стандартами 5G.

## Очікувані характеристики 6G
Передбачається, що мережі зв'язку 6G будуть використовувати, зокрема, терагерцовий і субтерагерцовий діапазони частот і забезпечать суттєво менший рівень латентності при передаванні даних, ніж мережі 5G.
Однією з технологій, яка може бути реалізована в 6-му поколінні засобів стільникового зв'язку, є радіофотонні цифрові антенні решітки на базових станціях у сполученні з технологією Massive MIMO. При цьому розглядаються варіанти базових станцій з антенними системами, в яких формуються 250 променів діаграми спрямованості в робочому секторі. Для роботи з абонентами у верхній напівсфері (зв'язок з безпілотними літальними апаратами, передача даних на борт пілотованої авіації, зв'язок з низькоорбітальними супутниками) кількість антенних елементів буде зростати для охоплення зенітного сектора. Тому з метою спрощення апаратної реалізації і зниження вартості таких багатоканальних цифрових антенних решіток в них доцільно запровадити багатомодові оптоволоконні інтерфейси, як різновид радіофотоніки.
Серед вимог до мереж 6G фахівці вказують швидкість передавання даних від 100 Гбіт/с до 1 Тбіт/с, при цьому для управління мережами будуть використовувати системи штучного інтелекту.
Очікується, що у мережах 6G будуть використовуватись нові принципи ліцензування та розподілу радіочастотних ресурсів між операторами на основі технології блокчейн.
У 2018 р. Китай заявив про початок розробки стандарту мобільного зв'язку 6G. Зокрема, такі дослідження проводить Південно-східний університет (Southeast University) в китайській провінції Цзянсу.
З когорти дослідників технологій 6G також слід вказати міжуніверситетський проєкт ComSenTer [Архівовано 1 грудня 2018 у Wayback Machine.] (США), дослідну групу в університеті Оулу [Архівовано 8 грудня 2018 у Wayback Machine.] (Фінляндія), яка заявила про запуск першого у світі експериментального сегменту інфраструктури 6G 6Genesis у 2018 році.
В серпні 2019 року китайська компанія Huawei почала розробку мережевих рішень для стандарту 6G.
В листопаді 2020 р. Китай запустив ракетою-носієм Long March 6 перший тестовий супутник, який призначений для відпрацювання технологій 6G у терагерцовому діапазоні електромагнітних хвиль.

## Поточні дослідження
У 2023 році покоління 6G перебувало на стадії розробки. Так, в квітні 2023 року, китайським фахівцям вдалося домогтися швидкості передачі даних 100 Гбіт/с у мережі 6G на терагерцовій частоті (300 ГГц~3 ТГц). Про це досягнення оголосила китайська лабораторія, яка займається передовими технологіями задля вивчення далекого космосу. Фахівці здійснили бездротову передачу даних зі швидкістю 100 Гбіт/с. Очікується, що за достатнього фінансування 6G з’явиться у 2030 році.
На початку 2024 року, науковці з Японії підняли планку швидкості бездротового зв'язку на безпрецедентний рівень. Їм вдалося домогтися швидкості передачі даних 240 Гбіт/с по одному цифровому каналу, що стало революційним досягненням.
В травні 2024 року, група японських компаній розробила перший у світі високошвидкісний бездротовий пристрій 6G, який здатний передавати дані до 20 разів швидше, ніж найвища теоретична швидкість 5G. Ця змога надсилання дорівнює передачі п'яти фільмів у форматі HD за секунду бездротовим зв'язком. Такий показник перевищує нинішню середню швидкість 5G у США в 500 разів. Результати тесту показали, що пристрій передав дані зі швидкістю 100 Гбіт/с в приміщенні при діапазоні 100 ГГц. На відкритому повітрі - 300 ГГц, випробування проводилося на висоті 100 м.
В 2025 році китайські вчені розробили принципово новий засіб РЕБ на базі технології 6G, який суттєво випереджає сучасні військові радари за ефективністю та гнучкістю. Згідно повідомлення у South China Morning Post, ключовою відмінністю нового комплексу — його здатність створювати понад 3 600 хибних цілей для обману систем, подібних до американського радара AN/APG-85 (наприклад, на літаках F-35), які працюють у діапазоні X-діапазону до 12 ГГц.

## Практична цінність технології 6G
В серпні 2023 року, китайські вчені з Національного університету оборонних технологій опублікували в журналі Journal of Radars статтю, в якій розповіли про несподівану практичну цінність технології зв’язку шостого покоління (6G). З’ясувалося, що терагерцовий діапазон дозволяє надійно детектувати незначні коливання води на поверхні океану. Такі збурення ніколи раніше не вдавалося фіксувати, а вони можуть виявити не тільки підводний човен, а й позначити його тип, швидкість та напрямок руху. Багаторічні та поглиблені дослідження в галузі стільникового зв’язку 6-го покоління (6G) підштовхнули до створення досконалих приймачів та передавачів, що працюють у діапазоні терагерцового випромінювання (у проміжку між інфрачервоним та мікрохвильовим). Створення компактних та чутливих терагерцових детекторів (сканерів) дозволить встановлювати їх на малі БПЛА для стеження за довкіллям і не тільки. Відповідні експерименти були проведені в Жовтому морі, в ході яких на виносному маніпуляторі розташували датчик, чутливий у терагерцовому діапазоні, а в води моря опустили звуковий випромінювач, що імітував шум роботи двигунів підводного човна. У ясну погоду з невеликим хвилюванням моря, датчик зміг виявити на поверхні моря брижі висотою всього від 10 до 100 нм, які створювало джерело звуку. Розшифровка картини хвиль від штучного об’єкта здатна вказати тип підводного човна, його напрямок та швидкість руху. Зазначена технологія може бути також використана для підводного зв’язку. Звуковий передавач створить на воді відповідне повідомленню хвилі, а алгоритм переведе зняті показання в сигнал, що читається. Подібні канали зв’язку, вважають вчені, будуть захищені від їх перехоплення просто через нікчемність розміру збурень.